# Esquerra Castellana

Bandera usada per Esquerra Castellana

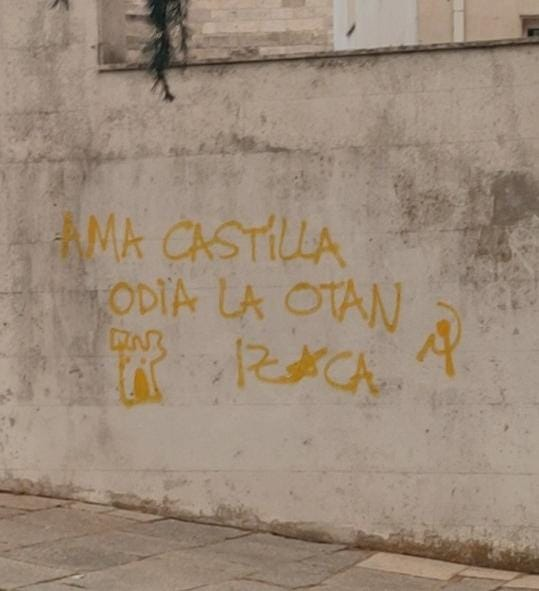
Grafit d'Esquerra Castellana a Burgos en contra de l'OTAN.

Esquerra Castellana (castellà: Izquierda Castellana, abreujat IzCa) és un partit polític nacionalista d'esquerra de Castella, constituït definitivament en 2002 a Madrid, amb la incorporació d'Izquierda Comunera a una organització on ja s'hi trobaven Unidad Popular Castellana, Juventudes Castellanas Revolucionarias, Mujeres Castellanas i el Círculo Castellano de Toledo. El Partido Comunista del Pueblo Castellano (secció del Partit Comunista dels Pobles d'Espanya en la comunitat autònoma de Castella i Lleó) va entrar a formar part d'Izquierda Castellana, però després abandonà l'organització.
Esquerra Castellana és internacionalista, raó per la qual dona suport diversos moviments de construcció nacional com el basc, Països Catalans, palestí o irlandès. Sempre des d'una perspectiva democràtica i de sobirania de les classes treballadores.
L'objectiu d'Esquerra Castellana és aconseguir una Castella unida, superant la divisió de la nació castellana entre cinc comunitats autònomes (consideren que Castella està formada per les actuals comunitats autònomes de Cantàbria, Castella i Lleó, Madrid, La Rioja i Castella-La Manxa), socialista, sobirana i republicana, fent-ne seva la tradició comunera, que reivindica anualment, cada 23 d'abril, a les concentracions de Villalar de los Comuneros. Aquest dia és considerat per organitzacions nacionalistes castellanes, com Izquierda Castellana i Tierra Comunera com el Día Nacional de Castilla, però oficialment és la diada de la comunitat autònoma de Castella i Lleó.
Els seus resultats electorals poden qualificar-se de testimonials: a les eleccions autonòmiques de 2003 va obtenir 621 vots (0,06%) a Castella-la Manxa, 3.972 (0,25%) a Castella i Lleó i 1.119 (0,04%) a la Comunitat de Madrid. El 2006 l'assemblea local del partit a Burgos es va escindir d'Izquierda Castellana, anomenant-se des de llavors Castilla Republicana i definint-se com "Organització Socialista d'Alliberament Nacional". Juntament amb altres formacions i sota les sigles d'Iniciativa Internacionalista aconseguí 7.089 vots a Castella (0,18%) a les eleccions al Parlament Europeu de 2009.
En les eleccions municipals de 2015, el partit va apostar per col·laborar formalment amb la candidatura Valladolid Toma La Palabra (TLP), la qual va obtenir 22.259 vots (13'39%), sent la tercera força política a la ciutat.
En el context de la crisi financera espanyola de principis de la dècada del 2010, recollint el relleu del Moviment 15-M va sorgir el partit Podem, que va tenir un ràpid creixement mediàtic i social i a les eleccions europees del 2014 i a les eleccions municipals i autonòmiques de maig de 2015 va aconseguir notables resultats a tot Espanya. Com a resposta a la divisió dels moviments d'esquerra la plataforma social Unitat Popular en Comú va intentar la confluència de totes les organitzacions de cara a crear una candidatura única per a les eleccions generals espanyoles de 2015, però Podem va rebutjar a integrar-se en aquest moviment, i finalment es va formar la coalició Unitat Popular amb Esquerra Unida, Unitat Popular en Comú, Chunta Aragonesista, Izquierda Asturiana, Batzarre, Construint l'Esquerra-Alternativa Socialista, Segoviemos i Esquerra Castellana. La coalició va obtenir 923.133 vots i dos diputats, sent la cinquena força més votada.
Durant el 2021 va estar amenaçada de ser il·legalitzada per un procediment burocràtic arran d'un canvi d'estatuts.

## Resultats
| Any  | Castella i Lleó | Castella i Lleó | Castella i Lleó | Comunitat de Madrid | Comunitat de Madrid | Comunitat de Madrid | Castella - la Manxa | Castella - la Manxa | Castella - la Manxa |
| Any  | Vots            | %               | Escons          | Vots                | %                   | Escons              | Vots                | %                   | Escons              |
| ---- | --------------- | --------------- | --------------- | ------------------- | ------------------- | ------------------- | ------------------- | ------------------- | ------------------- |
| 2003 | 3.972           | 0,25            | 0 / 82          | 1.119               | 0,04                | 0 / 111             | 621                 | 0,06                | 0 / 47              |

| Any  | Candidatura    | Espanya   | Espanya | Espanya  | Castella i Lleó | Castella i Lleó | Madrid  | Madrid | Castella - la Manxa | Castella - la Manxa | Cantàbria | Cantàbria | La Rioja | La Rioja |
| Any  | Candidatura    | Vots      | %       | Escons   | Vots            | %               | Vots    | %      | Vots                | %                   | Vots      | %         | Vots     | %        |
| ---- | -------------- | --------- | ------- | -------- | --------------- | --------------- | ------- | ------ | ------------------- | ------------------- | --------- | --------- | -------- | -------- |
| 2015 | Unitat Popular | 926.783   | 3,68    | 2 / 350  | 68.816          | 4,56            | 190.193 | 5,26   | 41.986              | 3,59                | 15.488    | 4,42      | 7.423    | 4,19     |
| 2016 | Unidos Podemos | 3.227.123 | 13,42   | 45 / 350 | 226.313         | 15,58           | 737.885 | 21,29  | 164.160             | 14,74               | 59.845    | 17,73     | 28.772   | 16,63    |

| Any  | Candidatura                  | Espanya | Espanya | Espanya | Castella i Lleó | Castella i Lleó | Madrid | Madrid | Castella - la Manxa | Castella - la Manxa | Cantàbria | Cantàbria | La Rioja | La Rioja |
| Any  | Candidatura                  | Vots    | %       | Escons  | Vots            | %               | Vots   | %      | Vots                | %                   | Vots      | %         | Vots     | %        |
| ---- | ---------------------------- | ------- | ------- | ------- | --------------- | --------------- | ------ | ------ | ------------------- | ------------------- | --------- | --------- | -------- | -------- |
| 2009 | Iniciativa Internacionalista | 178.121 | 1,12    | 0 / 54  | 1.981           | 0,18            | 4.031  | 0,18   | 459                 | 0,06                | 502       | 0,2       | 228      | 0,19     |